# Gomphus kinzelbachi
Gomphus kinzelbachi is een echte libel uit de familie van de rombouten (Gomphidae). De wetenschappelijke naam van de soort werd in 1984 gepubliceerd door Schneider.
De soort staat op de Rode Lijst van de IUCN als onzeker, beoordelingsjaar 2006.